# Chirurgie
« chirurgien » redirige ici. Pour les autres significations, voir chirurgien (homonymie).
Pour l’article homonyme, voir Chirurgie (topologie).

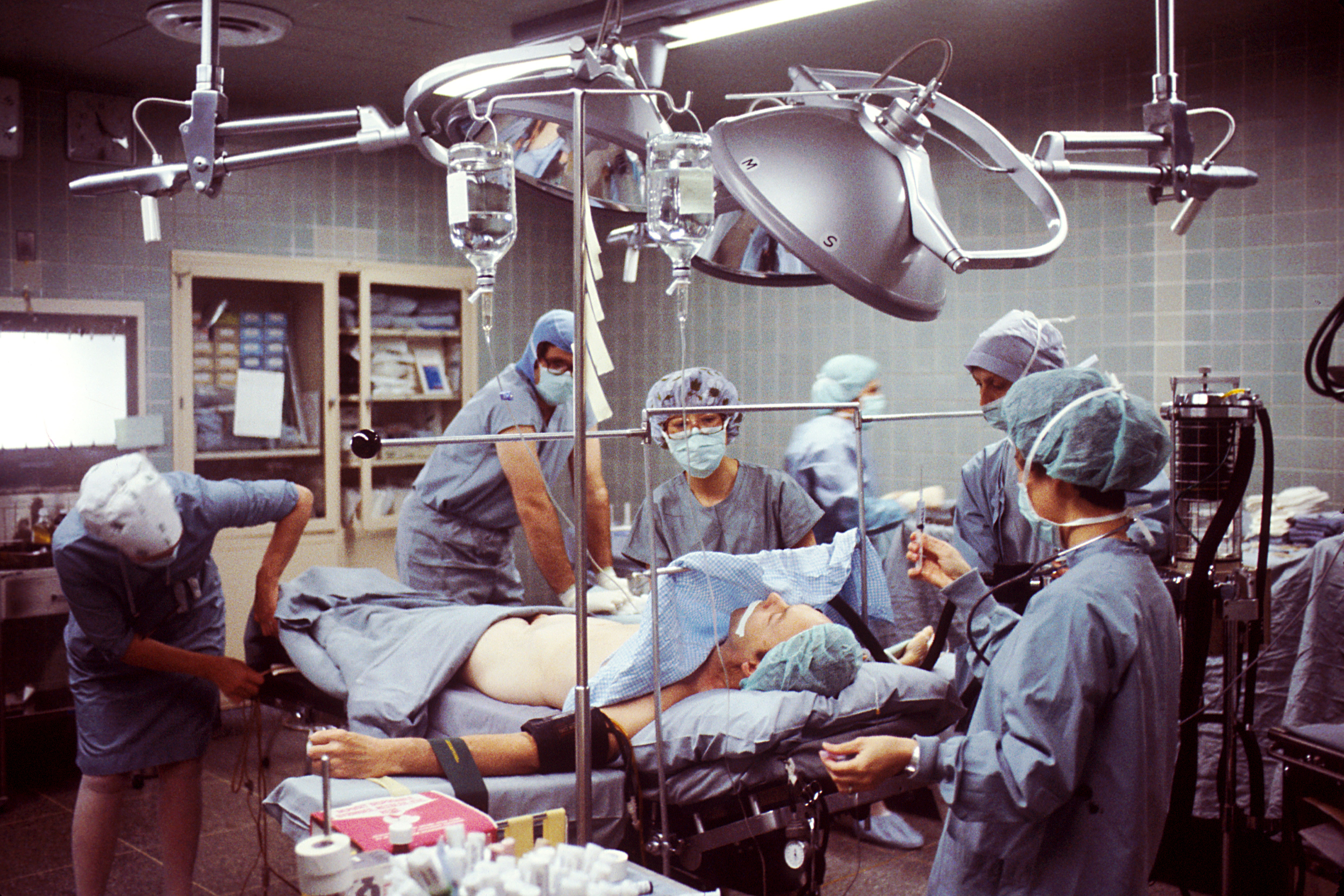
Salle d'opération en bloc opératoire. Préparation du patient (1978).

La chirurgie (du grec  χειρουργία / kheirourgía, formé à partir de  χείρ / kheír, signifiant « main », et de  ἔργον / érgon, « travail ») est la partie de la thérapeutique qui implique des opérations internes ou des manœuvres externes sur les tissus, notamment par incision et suture. Un chirurgien est un professionnel de la santé habilité à pratiquer la chirurgie (médecin spécialiste, chirurgien-dentiste, vétérinaire). Un acte médical pratiqué par un chirurgien est une opération chirurgicale.

## Histoire
Étymologiquement, la chirurgie est pratiquée par les chirurgiens et peut être définie par la pratique du soin par l'usage des mains. Cette pratique existe depuis la Préhistoire avec la pratique de la trépanation, et a considérablement évolué au fil du temps.
En Occident, après la grande tradition médico-chirurgicale de l'Antiquité, et au début du Moyen-Âge, les chirurgiens ont été relégués dans une caste inférieure parmi les soignants. Ils ont été exclus des études médicales universitaires pendant plusieurs siècles. Ce n'est véritablement qu'au XIXe siècle que les grands progrès arrivent en fonction du besoin sanitaire, du type de blessure et du contexte politique, religieux et technologique.

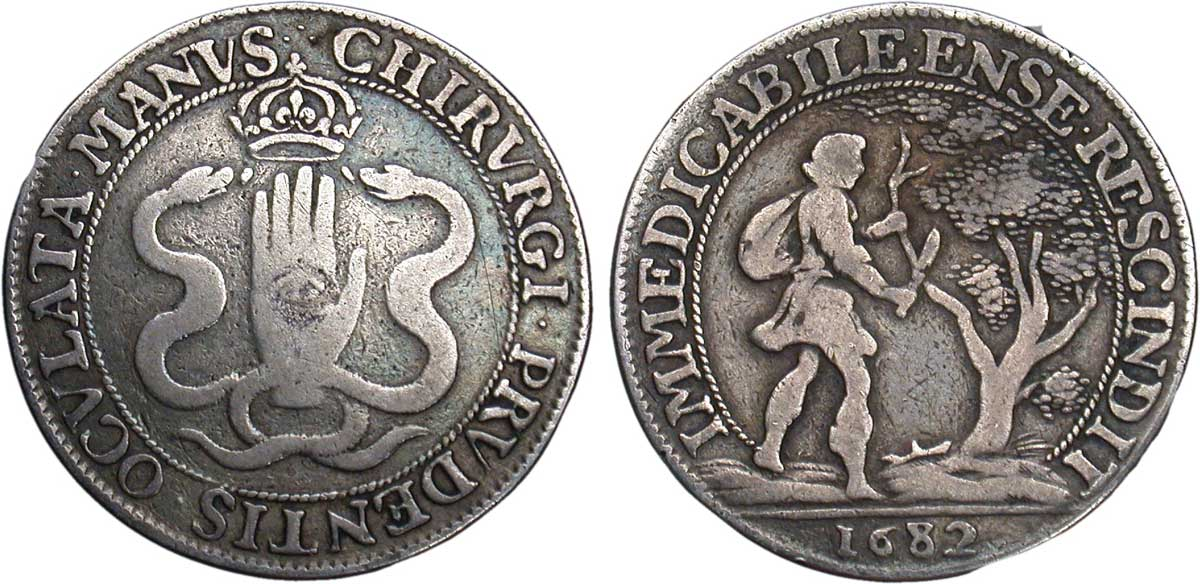
Jeton de la corporation des chirurgiens et barbiers de la ville de Paris (1682).

Hieronymus Fabricius, Operationes chirurgicae, 1685

En Occident, au Moyen Âge, les médecins, comme tous les membres des universités, sont des clercs et non des laïcs. Certains occupent même de hautes fonctions ecclésiastiques. De plus, ils ne peuvent exercer la chirurgie car « Ecclesia abhorret a sanguine » (en français : « L'Église a horreur du sang »). Il y a beaucoup de données contradictoires sur cette célèbre maxime. Selon une historiographie moderne, la phrase suivante ne se retrouve dans aucun acte officiel de l'Église. On ne la trouve que chez François Quesnay, historien de la Faculté de chirurgie de Paris, qui en 1774 cite un passage des Recherches de la France d'Étienne Pasquier (et comme l'église n'abhorre rien tant que le sang) et le traduit en Latin. Il semble n'y avoir aucune source antérieure de cette phrase. Et enfin, un médecin n'a pas le droit d'exercer une profession manuelle pour en tirer profit. Pour cette raison, les actes chirurgicaux leur sont aussi interdits.
Ceux-ci sont donc assurés par les barbiers, qui en plus des coupes de cheveux, des bains et des étuves, traitent les plaies, incisent les abcès, pratiquent les saignées… après diagnostic d'un médecin. La pose de ventouses est du ressort de la matrone et celle du clystère de l'apothicaire.
Vers 1268, Jean Pitard, un barbier renommé, obtient du prévôt de Paris, Étienne Boileau, l'autorisation de former une corporation indépendante, sous la direction de six jurés, afin de faire passer des examens à tout barbier désireux de pratiquer la « cyrurgie » (voir le Livre des métiers).
En 1671, une chaire universitaire de chirurgie est créée au Jardin des plantes de Paris, malgré l'opposition de la Faculté de Médecine. Pour vaincre cette opposition, une ordonnance royale est nécessaire en 1673. La chaire de chirurgie est confiée à François Cureau de la Chambre avec le chirurgien Pierre Dionis comme démonstrateur. Par la suite, le poste de premier chirurgien du roi (Mareschal, Lapeyronie, Lamartinière) fait obtenir cette chaire de chirurgie.
À partir de ce moment, les chirurgiens obtiennent même qu'on leur livre les cadavres nécessaires à leurs études sans devoir en réclamer à la Faculté de Médecine. Malgré cela, leur nombre est insuffisant et certains sont volés dans les cimetières ou achetés directement aux bourreaux, ce qui provoque de nouvelles batailles avec la Faculté de Médecine, qui n'hésite pas à faire intervenir des huissiers pour récupérer les corps.
Lorsque Marie-Thérèse d'Autriche, l'épouse de Louis XIV, a un abcès à l'aisselle, D'Aquin, médecin du roi, s'oppose à ce que Dionis, le chirurgien, pratique une incision, ce qui aurait empêché l'abcès de s'ouvrir dans la poitrine. La reine en meurt.
Puis Louis XIV est atteint d'une fistule anale en 1686, et les tentatives médicales ne donnent aucun résultat. Il fait alors appel à son chirurgien, Charles-Louis Félix de Tassy, qui le guérit, ce qui redonne un crédit aux chirurgiens par rapport aux médecins.
À la Révolution, la différence entre chirurgien et médecin est abolie. Il n'y a plus qu'un enseignement unique comprenant la médecine, la chirurgie et les accouchements.

## Naissance de la chirurgie moderne
La chirurgie moderne a moins de deux siècles d'existence. Classiquement, on attribuait l'essor de la chirurgie moderne à une « révolution chirurgicale des trois A » :
- anesthésie (à partir de 1846) avec Horace Wells (1815-1848) et William Morton (1819-1868) ;
- antisepsie (à partir de 1867) avec Joseph Lister (1827-1912) ;
- asepsie (à partir de 1886) avec Louis Pasteur (1822-1895).

Cette révolution aurait permis aux chirurgiens d'opérer plus largement, sans être limité par la douleur ou les risques infectieux (« fièvre des plaies » ou « empoisonnement du sang », selon les termes de l'époque). Par exemple, la fin du XIXe siècle est marquée par le développement de la chirurgie abdominale, où les chirurgiens franchissent plus facilement « la barrière » du péritoine pour pratiquer des ablations d'organes.
Cette approche historique donne à voir un progrès technique quasi automatique, basé sur des actes de grands hommes à des moments clés. Des historiens modernes nuancent cette vision simpliste pour montrer que la chirurgie moderne n'est pas seulement une histoire technique, mais aussi une histoire sociale dans le contexte plus général des sociétés modernes et industrialisées.
L'essor de la chirurgie moderne est un long processus discontinu, déjà en cours au XVIIIe siècle, marqué par l'ascension sociale du métier de chirurgien et le développement de l'anatomie pathologique.
La reconnaissance du métier est en lien avec la proximité du pouvoir politique (pouvoir royal) d'une part et les services rendus en chirurgie militaire (d'armée et de marine) d'autre part. Cela se traduit par la création de sociétés ou d'académies royales de chirurgie tout au long du XVIIIe siècle : en France, en Angleterre, en Autriche, en Prusse, en Russie, avec la publication de périodiques pour transmettre rapidement le savoir.
Cette reconnaissance politique et savante fait du chirurgien, ancien « artisan » médiéval, un notable élevé au rang de gentleman en Angleterre ou du bourgeois en France. Les chirurgiens sont dotés d'un plus grand prestige, intellectuel, social et économique, à l'exemple de William Cheselden (1688-1752) en Angleterre ou de La Peyronie (1678-1747) en France.
L'aspect savant de la profession (connaissances anatomiques) permet aux chirurgiens des Lumières de s'approprier les techniques opératoires (« tours de mains» et instruments) des opérateurs empiriques des campagnes, pour les améliorer. La chirurgie est en phase avec l'anatomie pathologique qui se situe dans une conception « localiste » de la maladie, au contraire de la pathologie humorale bientôt abandonnée.
Au début du XIXe siècle, la chirurgie s'appuie sur des bases nouvelles, non seulement anatomiques, mais aussi physiologiques en lien avec les recherches sur la coagulation du sang ou sur la « chimie animale » (chimie du vivant). La chirurgie n'est plus individuelle (au domicile de l'opéré) mais hospitalière. La chirurgie hospitalière permet des comparaisons statistiques entre les techniques et leurs indications, procédé déjà utilisé par la chirurgie militaire au milieu du XVIIIe siècle.
La réunion des études médicales et chirurgicales en milieu hospitalier (enseignement et recherche) sous la Révolution et l'Empire, fait de « l'école de Paris » un modèle suivi dans toute l'Europe et qui attire les visiteurs du monde entier dans la première moitié du XIXe siècle. Dans l'histoire de la médecine américaine, cette période est dite « période de Paris ».

## Technologies

### Instruments

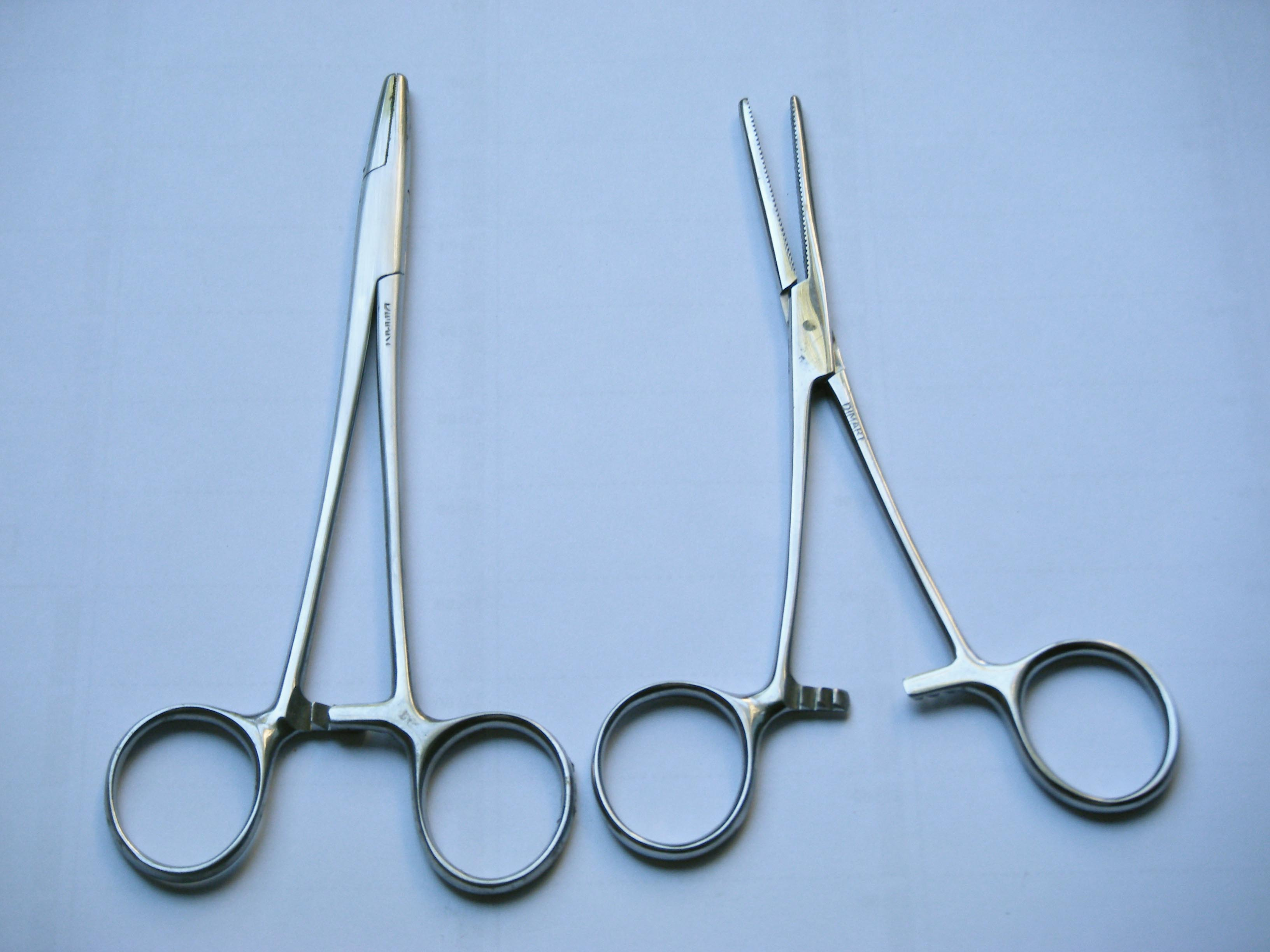
Pince porte aiguilles à gauche, et pince hémostatique à droite.

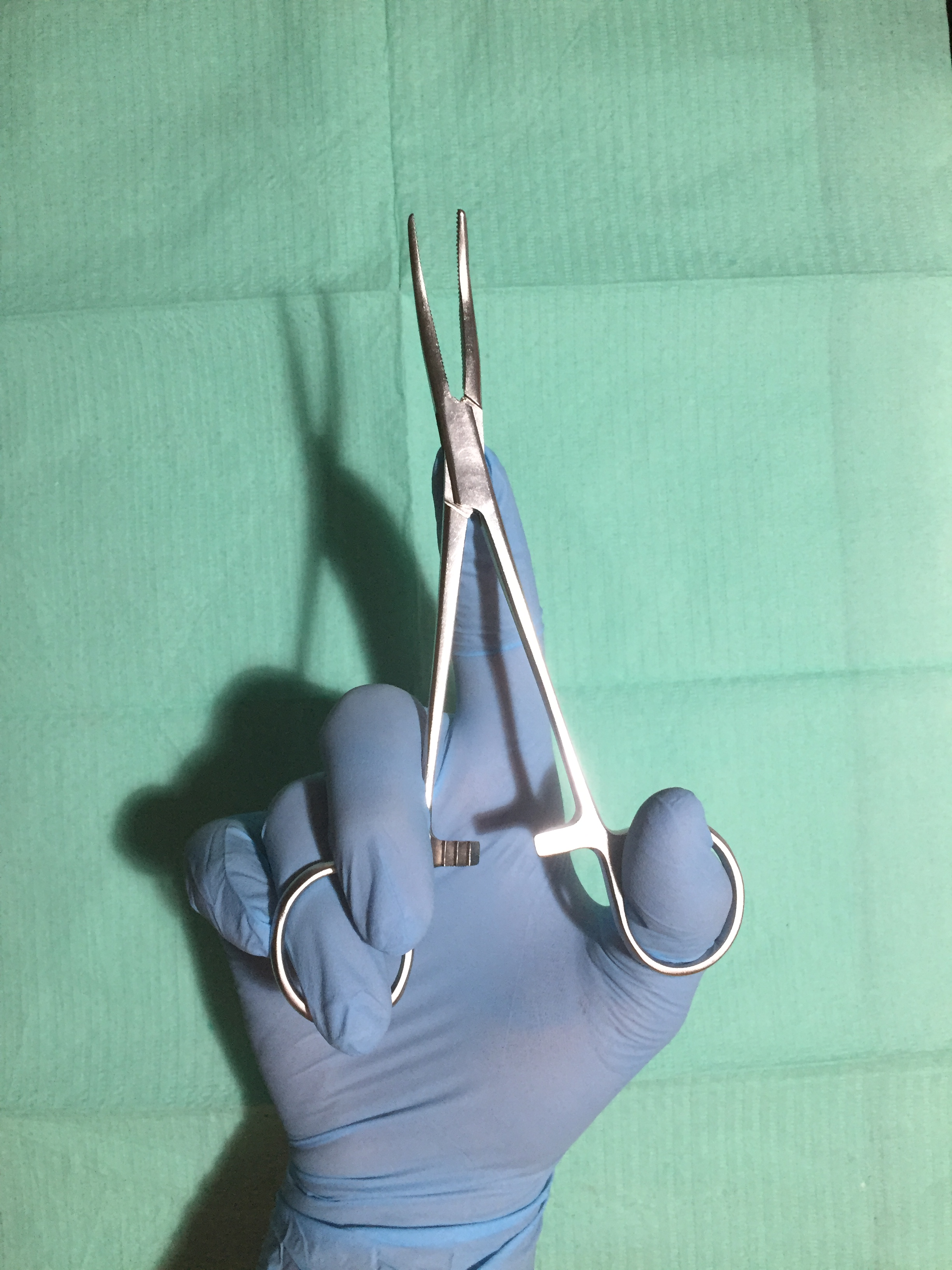
Prise en main d'une pince hémostatique.

Après la Renaissance, les chirurgiens utilisent nombre d'instruments de leur invention, mais le plus souvent inspirés d'autres métiers artisanaux (aiguille à coudre, scie à chaîne, trépan à manivelle, tourniquet à vis, pince à bec de corbin…), de même les appareils orthopédiques s'inspiraient de la technique des armures. Ces artisans, par goût artistique, donnaient à ces instruments des formes décoratives baroques. Durant les Lumières, les chirurgiens préfèrent des instruments de forme épurée, réduite à leur fonctionnalité.
Au début du XIXe siècle, une collaboration étroite se noue entre les fabricants d'instruments et les chirurgiens, ouvrant la voie à un processus industriel. En France, c'est le cas du chirurgien Dupuytren (1777-1835) et de la maison Charrière fondée en 1820. Cette société, créée par un coutelier, est l'une des premières à se spécialiser dans la fabrication d'instruments chirurgicaux.
Les instruments chirurgicaux évoluent en se distinguant de plus en plus de leurs équivalents dans d'autres métiers, ainsi les aiguilles de suture par rapport aux aiguilles de couture (y compris les aiguilles courbes de couture des voiles). En Grande-Bretagne, à la fin du XIXe siècle, la demande est telle qu'il devient profitable pour les fabricants d'aiguilles de se spécialiser en aiguilles chirurgicales.
L'utilisation plus précise d'outils sur le corps vivant implique un meilleur contrôle manuel. Par exemple, le XIXe siècle voit l'apparition de la pince hémostatique qui s'ouvre et se referme avec une seule main. En multipliant les pinces fermées laissées dans la plaie opératoire, il est plus facile de contrôler les saignements en cours d'opération. Les chirurgiens résolvent ainsi le problème de l'hémorragie en étant dotés « de mains supplémentaires ». La pince hémostatique se propage rapidement avec des innovations telles que la pince de Péan (1830-1898) pour la chirurgie abdominale, la pince moustique d'Halsted (1852-1922) pour la chirurgie intracrânienne, ou la pince de Kocher (1841-1917) pour la traumatologie.
Cette technologie, apparemment simple, est aussi importante que l'anesthésie et l'aseptie-stérilisation qui apparaissent toutes comme interdépendantes. Chacune n'aurait présenté que peu d'avantages sans la résolution des autres éléments du triple problème de la chirurgie : douleur, hémorragie, infection.

### Nouvelles technologies
Dans la première moitié du XXe siècle, de nouvelles technologies apparaissent avec l'introduction de l'électricité : électrocautérisation, bistouri électrique, diathermie chirurgicale, thérapie par rayon laser, chirurgie ultrasonique, etc.

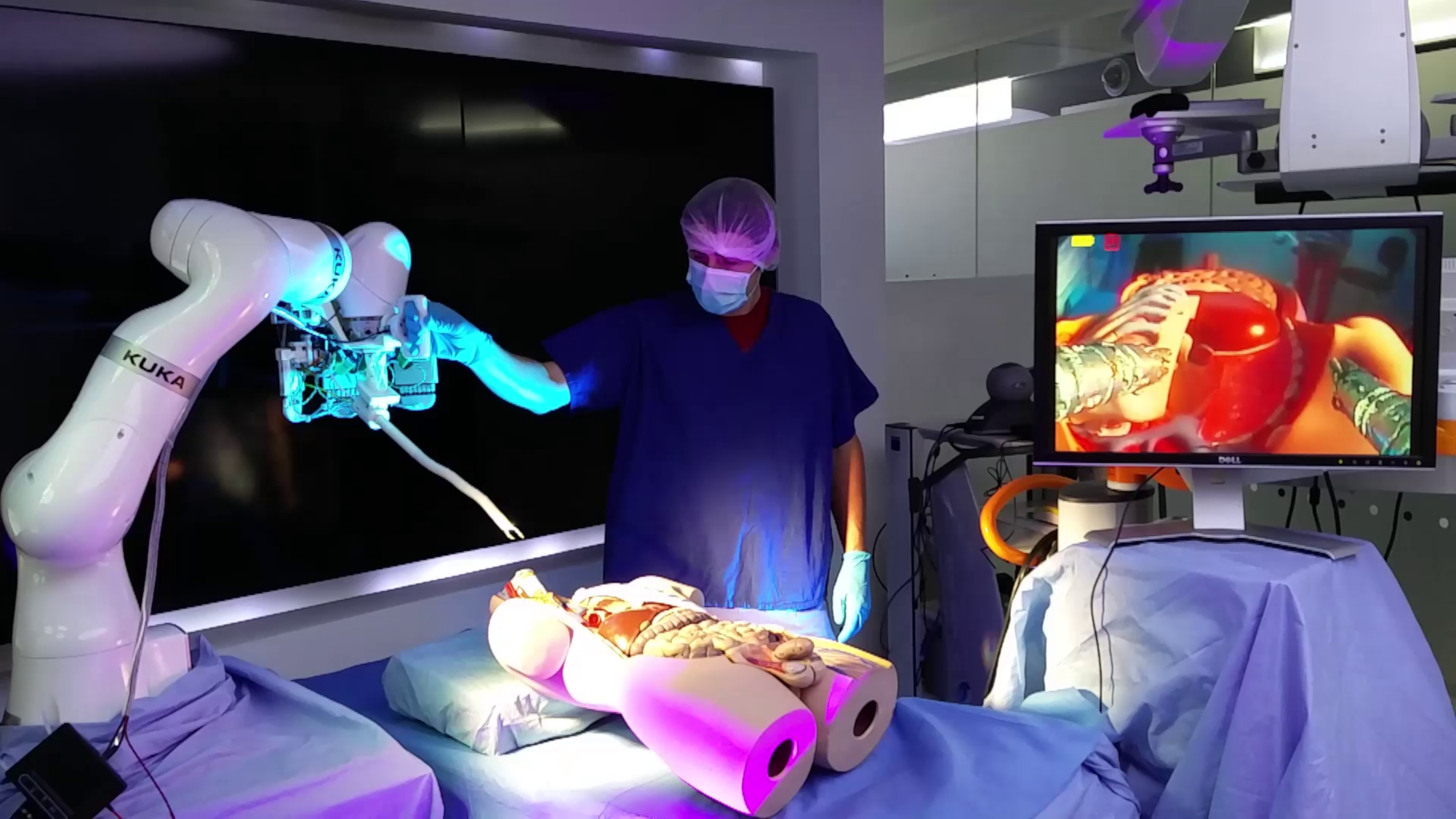
Le robot i²Snake pour de la chirurgie peu invasive, utilisant les ouvertures naturelles pour entrer dans le corps. Octobre 2018.

Dans la seconde moitié du XXe siècle, la chirurgie mini-invasive se répand à partir des années 1980. Elle permet des interventions très précises et ciblées, sans avoir besoin de grandes incisions. Elle associe des moyens, à l'origine diagnostiques, tels que les endoscopes (avec vidéo miniaturisée) mais couplés avec divers moyens d'intervention chirurgicale. Les premières applications concernent la chirurgie digestive, et surtout la chirurgie cardio-vasculaire (angioplastie, par exemple),.
Au début du XXIe siècle, cette tendance se poursuit avec un large éventail d'instruments et de techniques. Par exemple, la chirurgie arthroscopique, la chirurgie endoscopique des orifices naturels (intervention sur la prostate ou la vessie par l'urètre, ablation de la vésicule biliaire par la bouche), etc. Ces développements peuvent se faire en lien avec une machinerie robotique.

## De l'opération au bloc opératoire
Au XVIIIe siècle, une intervention chirurgicale se déroulait avec un risque « putride » (infection) où le danger des mains sales et des instruments infectés était ignoré. L'opération s'effectuait à domicile, et pour les premiers chirurgiens hospitaliers au milieu de la salle commune des malades et en présence d'eux.

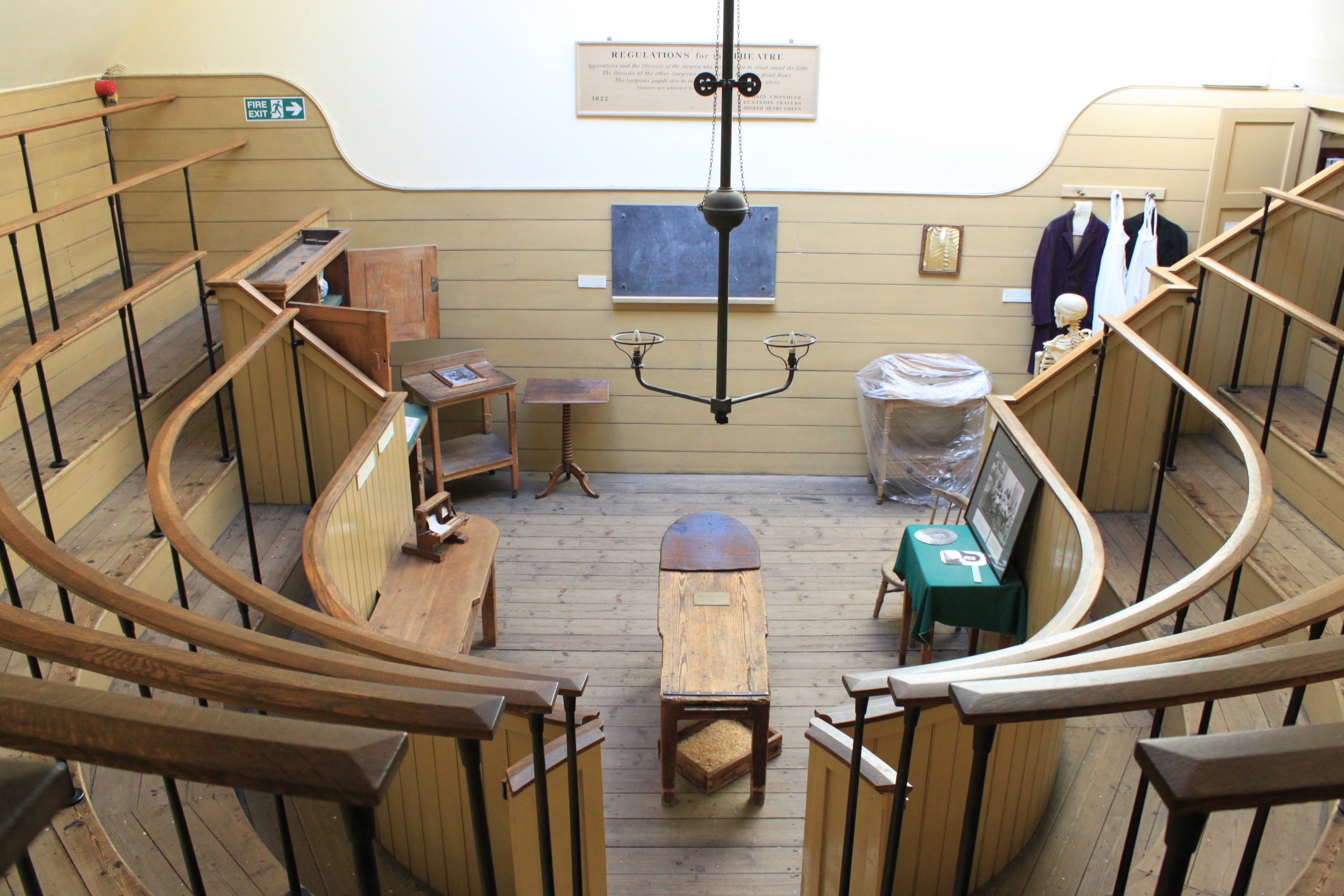
« Théâtre opératoire » de Londres, première moitié du XIXe siècle, encore conservé sur son site d'origine (ancien St Thomas' Hospital).

Pour le chirurgien écossais William Hunter (1718-1783) : « L'anatomie est la base de la chirurgie, elle informe la tête, guide la main, et habitue le cœur à une sorte d'inhumanité nécessaire. » Avant l'ère anesthésique, la chirurgie nécessitait des vertus « viriles » de force et d'adresse, rapidité et sang-froid, avec fermeté de l'âme rendue insensible à la vue du sang et aux cris de l'opéré. Violentes et douloureuses, les interventions provoquaient souvent un état de choc avec perte de conscience, le chirurgien en profitant pour opérer plus hardiment.
Au cours du XIXe siècle, avec le développement de l'anesthésie, le chirurgien peut prendre son temps et acquérir d'autres qualités, celles de minutie et de précision, dans un cadre tranquille et silencieux. Cependant ceci est très progressif, et en dépit des avantages de l'anesthésie, de nombreux chirurgiens continuent d'opérer à la vitesse de l'éclair en étant chronométrés par des assistants, à l'exemple de Robert Liston (1794-1847).
Avec la découverte des microbes, le contrôle aseptique du champ opératoire (stérilisation du matériel et des instruments) devient crucial, il s'étend aux chirurgiens eux-mêmes (port de gants, puis de blouse et de masque). Il a fallu plusieurs décennies pour que les gants soient généralement acceptés par les chirurgiens, car le port des premiers gants diminue la dextérité manuelle et le sens du toucher. Le gant en caoutchouc finit par s'imposer, avec l'arrivée d'une nouvelle génération de jeunes chirurgiens formés avec ces nouveaux accessoires.

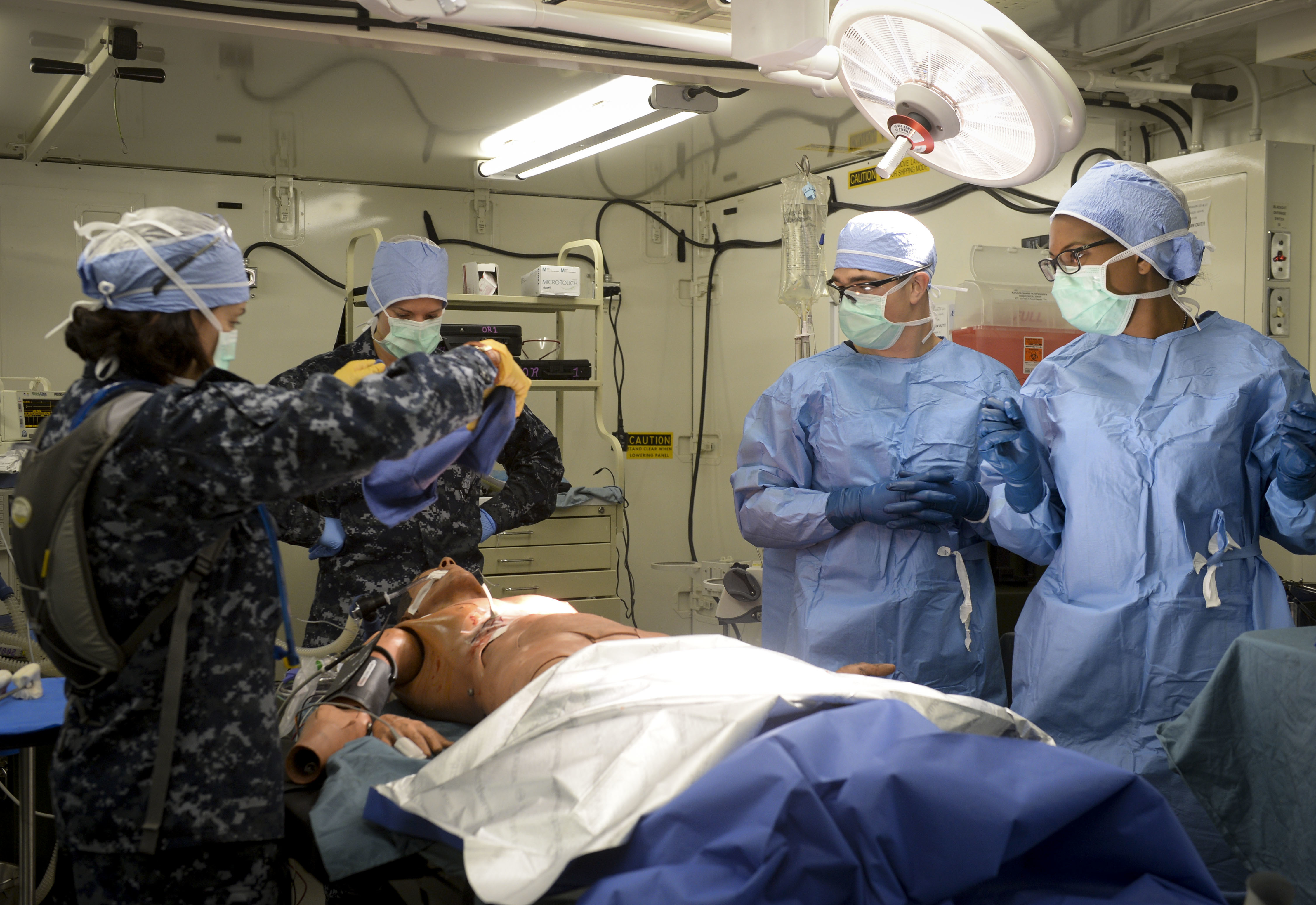
Simulation sur mannequin, exercice d'entraînement des chirurgiens de l'US Navy en 2015.

La chirurgie aseptique est liée à une science de laboratoire, la bactériologie. Dans ce contexte, l'intervention chirurgicale est équivalente à une expérience bactériologique. Le contrôle strict de tout mouvement corporel dans l'espace chirurgical est de même type que le comportement en laboratoire. Les chirurgiens mettent sur pied leur propre laboratoire de bactériologique, pour tester et développer des mesures aseptiques à petite échelle avant de les appliquer en salle dédiée, la salle d'opération.
Plusieurs salles d'opérations, ainsi reliées à des pièces adjacentes (microbiologie, stérilisations-désinfections…), constituent un bloc opératoire. Ce système apparait en Allemagne et en Suisse à la fin du XIXe siècle avec Ernst von Bergmann (1836-1907) et Theodor Kocher (1841-1917). En France le premier bloc opératoire est construit à l'Hôpital Necker, à l'initiative d'Antonin Gosset (1872-1944) qui crée aussi celui de la Salpêtrière en 1912.

## Pratique du métier
Dans la majorité des cas, le chirurgien opère ses patients dans une salle opératoire d'un bloc opératoire, à l'aide de nombreux instruments chirurgicaux, et assisté de nombreuses personnes (médecin anesthésiste-réanimateur, infirmier(e) anesthésiste, infirmier(e) de bloc opératoire…).
Cependant, certaines interventions chirurgicales peuvent s'effectuer en d'autres lieux :
- la chirurgie dentaire est pratiquée par le chirurgien-dentiste directement sur un fauteuil conçu à cet effet, en collaboration avec un ou plusieurs assistants dentaires. Il en va de même pour la stomatologie pratiquée par le médecin spécialiste en stomatologie ;
- l'épisiotomie, acte chirurgical réalisé par le médecin gynécologue ou la sage-femme lors d'un accouchement, peut directement s'effectuer sur la femme enceinte allongée sur la table de travail[21].

Une évolution s'est également produite avec l'introduction, au milieu des années 1990, de la récupération rapide après chirurgie (RRAC) qui accélère la récupération du patient et réduit le nombre de complications post opératoires.

## Différents types de chirurgies

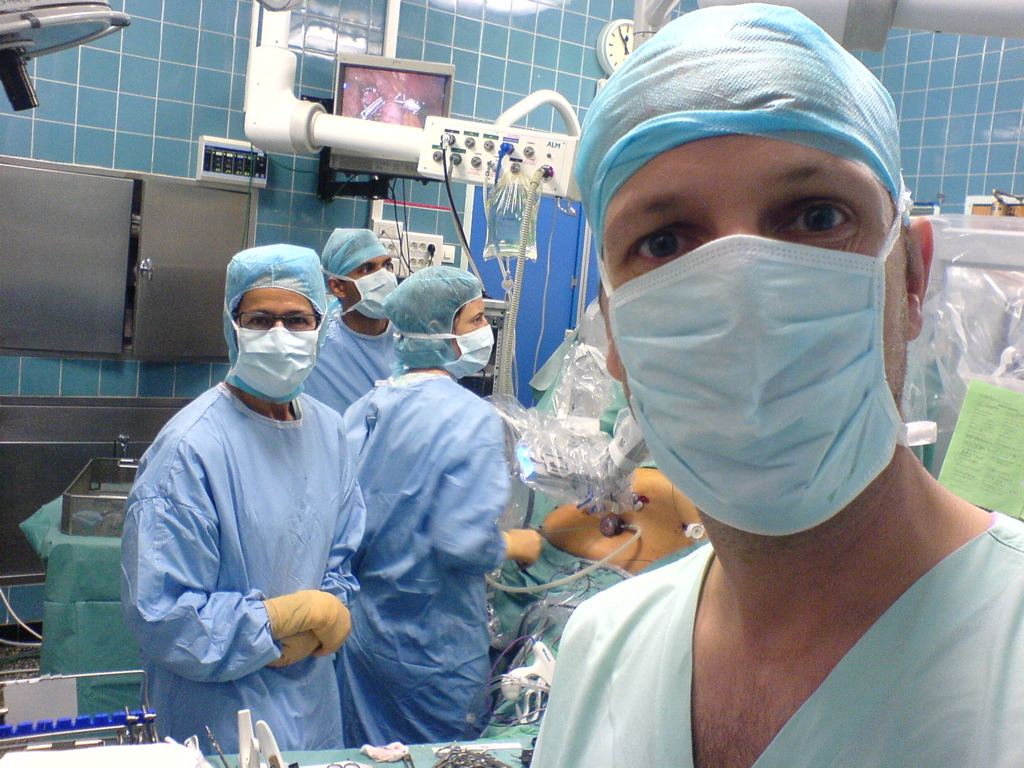
Chirurgien s'apprêtant à poser un by-pass avec l'aide d'un robot Da-Vinci 2004

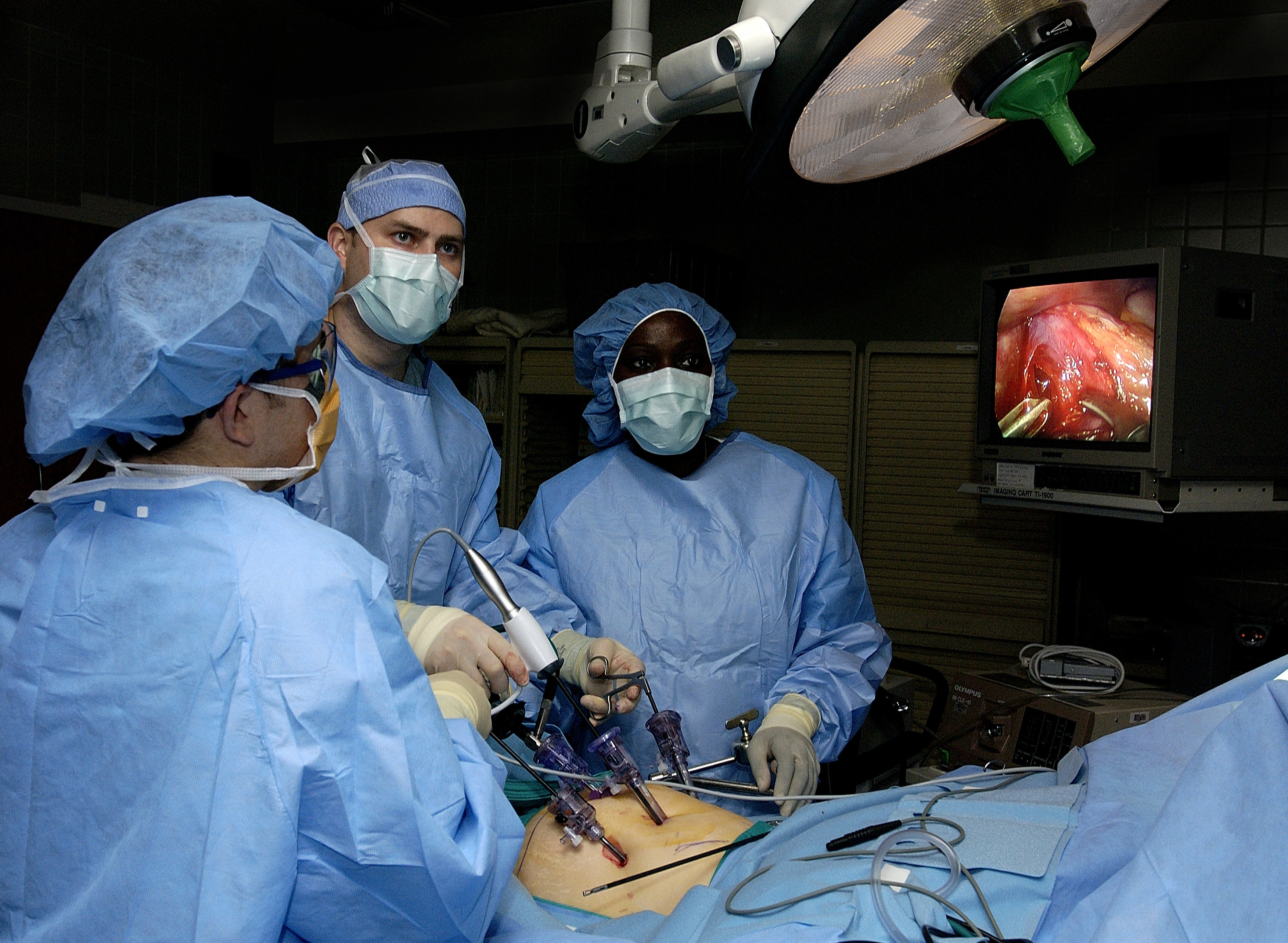
Opération chirurgicale stomacale laparoscopique (2005).

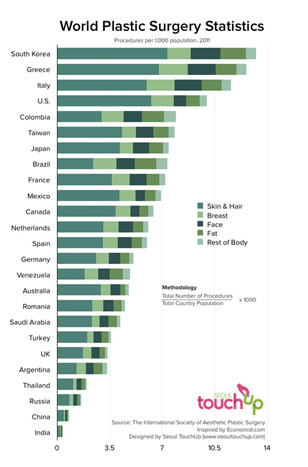
Interventions de chirurgie esthétique dans le monde en 2011 (nombre de personnes opérées sur mille, ici de 0 à 14). Les différentes nuances représentent de gauche à droite : peau et cheveux, seins, visage, liposuccion, reste du corps.

- La chirurgie dentaire concerne les interventions de la bouche, des dents, des maxillaires et des tissus attenants.

Elle est pratiquée par le chirurgien-dentiste et le médecin spécialiste en stomatologie.
- La chirurgie orale concerne les interventions chirurgicales lourdes au sein de la cavité orale.

Elle est pratiquée par le médecin spécialiste en chirurgie orale et le chirurgien-dentiste spécialiste en chirurgie orale.
- La chirurgie maxillo-faciale concerne les interventions sur le massif oro-facial.

Elle est pratiquée par le médecin spécialiste en chirurgie maxillo-faciale et stomatologie.
- La chirurgie cervico-faciale et l'oto-rhino-laryngologie concerne les interventions du cou, de l'oreille et du nez.

Elle est pratiquée par le médecin spécialiste en oto-rhino-laryngologie.
- La chirurgie oculaire/ophtalmologique concerne les interventions sur les yeux et les structures annexes.

Elle est pratiquée par le médecin spécialiste en ophtalmologie.
- La chirurgie orthopédique concerne les interventions sur l'appareil locomoteur (os, articulations, muscles, tendons, nerfs).

Elle est pratiquée par le médecin spécialiste en chirurgie orthopédique et traumatologie.
- La chirurgie thoracique concerne les interventions sur les parois thoraciques, les poumons et les structures annexes.

Elle est pratiquée par le médecin spécialiste en chirurgie thoracique.
- La chirurgie cardiovasculaire concerne les interventions sur le cœur et les vaisseaux coronaires.

Elle est pratiquée par le médecin spécialiste en chirurgie cardiovasculaire.
- La chirurgie viscérale concerne les interventions sur les organes abdominaux (par exemple : exérèse d'un cancer du côlon).

Elle est pratiquée par le médecin spécialiste en chirurgie viscérale et digestive.
- La chirurgie vasculaire concerne les interventions sur les vaisseaux, artères et veines.

Elle est pratiquée par le médecin spécialiste en chirurgie vasculaire.
- La neurochirurgie concerne les interventions sur le système nerveux central (le cerveau, la moelle épinière) et le système nerveux périphérique.

Elle est pratiquée par le médecin spécialiste en neurochirurgie.
- L'urologie concerne les interventions sur les reins et les voies urinaires, ainsi que sur l'appareil génital masculin.

Elle est pratiquée par le médecin spécialiste en urologie.
- La chirurgie gynécologique concerne les interventions sur l'appareil génital féminin.

Elle est pratiquée par le médecin spécialiste en gynécologie.
- L'obstétrique concerne les interventions chez la femme enceinte.

Elle est pratiquée par le médecin spécialiste en gynécologie obstétrique.
- La chirurgie pédiatrique concerne la chirurgie de l'enfant.

Elle est pratiquée par le médecin spécialiste en chirurgie infantile.
- La chirurgie plastique, reconstructrice et/ou esthétique.

Elle est pratiquée par le médecin spécialiste en chirurgie plastique, esthétique et reconstructrice.
- La chirurgie générale.

Par ailleurs :
- la microchirurgie nécessite un microscope opératoire pour effectuer des interventions de précision ;
- la chirurgie cœlioscopique nécessite l'introduction d'un tube muni d'une caméra et d'un éclairage, ainsi que de plusieurs instruments à travers de petites incisions cutanées, permettant une intervention avec vision indirecte du champ opératoire et sans nécessité d'une grande incision ;
- la chirurgie ambulatoire désigne des opérations avec une durée d'hospitalisation de moins d'une journée ;
- la chirurgie vétérinaire correspond à l'ensemble des thérapeutiques chirurgicales pratiquées par le vétérinaire sur l'animal.

## Chirurgie essentielle dans le monde

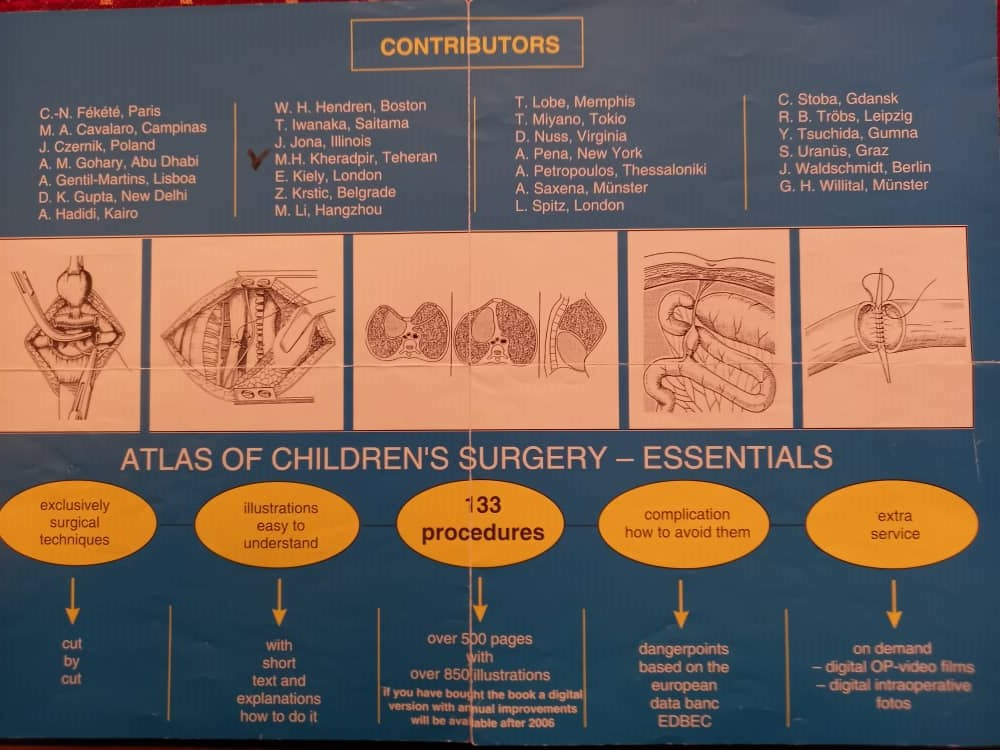
Manuel traitant de 133 procédures chirurgicales essentielles chez l'enfant.

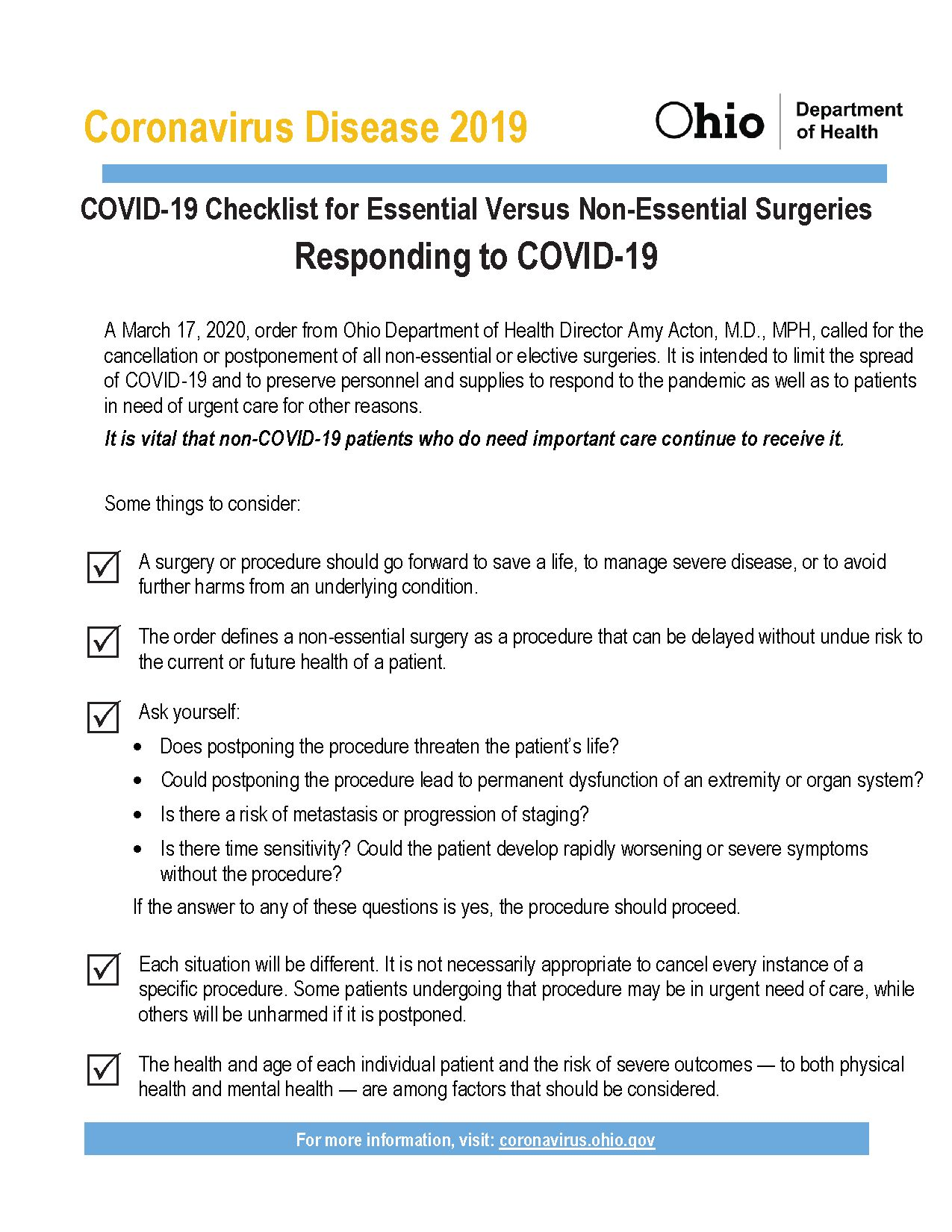
Check-list pour distinguer la chirurgie essentielle (prioritaire) de la chirurgie non-essentielle lors de la pandémie de Covid-19 (Ohio, USA).

La chirurgie d'urgence et essentielle, à l'instar du médicament essentiel, est définie selon un consensus international (Projet de contrôle prioritaire des maladies (en)) par trois critères :
- elle s'applique aux affections principalement ou largement traitées par des procédures chirurgicales ;
- ces affections constituent un lourd fardeau de santé publique ;
- les procédures chirurgicales sont efficaces, d'un bon rapport coût-efficacité, et de promotion mondiale faisable.

Dans les années 2010, environ deux milliards de personnes n’ont pas accès à ces soins chirurgicaux d’urgence et essentiels. La plupart des besoins concernent les populations rurales et marginalisées vivant dans les pays à revenu faible ou intermédiaire. Le tiers le plus pauvre de la population mondiale ne bénéficie que de 3,5 % de toutes les interventions chirurgicales.
Le manque de soins chirurgicaux a de lourdes conséquences humaines et économiques : complications aiguës potentiellement mortelles, handicaps chroniques qui rendent impossible un emploi productif et imposent un fardeau aux membres de la famille et à la société. L’incapacité à apprécier le rôle de la chirurgie dans la résolution d’importants problèmes de santé publique est la principale cause des disparités en matière de soins chirurgicaux dans le monde.
Les principales affections qui relèvent de la chirurgie d'urgence et essentielle sont : les blessures et traumatismes, la dystocie et les fistules obstétricales, l'otite moyenne, la cataracte, les urgences intra-abdominales, les hernies, les anomalies congénitales corrigeables comme le pied bot et la fente labio-palatine, et l'ostéomyélite. Ces affections, non ou mal prises en charge, contribuent aux décès prématurés ou à la mauvaise santé des populations.
La liste de ces affections prioritaires peut varier selon les pays en développement (à bas et moyen revenu), mais la plupart des procédures chirurgicales dédiées sont réalisables dans des hôpitaux de base de premier niveau, disposant de 50 à 200 lits pour une population de 50 000 à 200 000 personnes. Certaines opérations, comme celle de la cataracte, peuvent nécessiter des installations spécialisées. Dans tous les cas, les soins chirurgicaux doivent comporter une consultation pré-opératoire (incluant la décision d'opérer), une anesthésie sûre, et des soins post-opératoires.
La qualité des soins chirurgicaux est tragiquement inégale dans le monde. Par exemple, pour l'opération de la césarienne, le taux de mortalité en Suède est de 0,04 décès pour mille, 2 à 4 fois plus en Amérique latine, 6 à 10 fois plus en Asie du Sud, et 100 fois plus en Afrique sub-saharienne. Dans les pays les plus développés, la mortalité par anesthésie a baissé de 357 morts par million d'interventions avant 1970 à 25 dans les années 1990-2000, alors que dans les pays les moins développés, cette mortalité est estimée à 141 par million d'anesthésies dans les années 2000.
Le coût de la mise à disposition universelle de la chirurgie essentielle, selon les principes d'équité, de justice sociale et de droits humains, est estimé à un peu plus de 3 milliards de dollars US par an, avec un coût-bénéfice de dix pour un.

### Romans
- Wolf Serno, Le Chirurgien ambulant, Éditions de Fallois, 2006  (ISBN 9782253119227)
- Wolf Serno, Le Chirurgien de Campodios, Éditions de Fallois, 2008  (ISBN 9782253126577)
- Noah Gordon, Le Médecin d'Ispahan, Stock, 1988, 466 p.  (ISBN 2-234-02107-3)

### Documentaire
- Le Théâtre des opérations, film réalisé par Benoît Rossel et sorti en 2007